# جوشوا هوب
جوشوا هوب (بالإنجليزية: Joshua Hope)‏ (7 يناير 1998 في أستراليا - ) هو لاعب كرة قدم أسترالي في مركز الوسط.

## وصلات خارجية
- جوشوا هوب على موقع قاعدة بيانات كرة القدم.إي يو (الإنجليزية)
- جوشوا هوب على موقع Soccerway.com (الإنجليزية)